# Polnische Badminton-Mannschaftsmeisterschaft 1979
Die Polnische Badminton-Mannschaftsmeisterschaft der Saison 1978/1979 gewann das Team von Polonia Głubczyce. Es war die sechste Austragung der Titelkämpfe.

## Endstand
| Platz | Mannschaft          |
| ----- | ------------------- |
| 1.    | Polonia Głubczyce   |
| 2.    | AZS AWF Wrocław     |
| 3.    | Unia Bieruń Stary   |
| 4.    | Start Gdynia        |
| 5.    | Bolesław Bukowno    |
| 6.    | Turysta Ursus       |
| 7.    | Warmia Olsztyn      |
| 8.    | Stal FSO Warszawa   |
| 9.    | Apollo Kraków       |
| 10.   | Budowlani Bydgoszcz |
| 11.   | Len Żyrardów        |
| 12.   | Kazel Koszalin      |
| 13.   | Stal Brzezinka      |
| 14.   | Chemik Oświęcim     |
| 15.   | Metalowiec Łódź     |
| 16.   | Rakieta Łódź        |